# У загрљају Црне руке
У загрљају Црне руке српска је историјска-хумористичка телевизијска серија. Представља наставак серије Црни Груја. Три пилот епизоде приказане су 21, 22. и 23. децембра 2021. године на каналу Нова С.

## Радња
Радња серије прати хармоничну историју Србије на преласку из 19. у 20. век (од доласка на престо краља Милана Обреновића 1882 до његове абдикације 1889. године), из угла Танасија К. Абаџића, краљевог ађутанта, који се, на тој функцији нашао не својом кривицом.
Танасије К. Абаџић  је нижи војни чиновник на двору Обреновића и праунук Црног Грује. Средње слово "К" потиче од презимена Карађорђевић, јер је његов тетак Црни Ђорђе, али Абаџић то крије. Има и свог слугу, Доброту Пунишића.
У фокусу серије су уобичајене ствари: атентати, абдикације, дворске интриге, државни удари, прогони политичких противника, али и страствене љубави и бракови заклети на верност док их смрт не растави... или прељуба.
Такорећи, бави се свакодневницом тадашње политичке сцене и двора Обреновића

## Улоге
| Глумац                  | Улога                        |
| ----------------------- | ---------------------------- |
| Бане Трифуновић         | Танасије К. Абаџић           |
| Борис Миливојевић       | Доброта Пунишић              |
| Сергеј Трифуновић       | Милан Обреновић              |
| Катарина Марковић       | Наталија Обреновић           |
| Марко Павловић          | Александар Обреновић         |
| Сања Марковић           | Драга Машин                  |
| Филип Ђурић             | Никола Пашић                 |
| Александар Димитријевић | Пера Тодоровић               |
| Љубомир Бандовић        | Драгутин Димитријевић Апис   |
| Младен Андрејевић       | намесник Јован Ристић        |
| Милош Ђорђевић          | намесник Јован Белимарковић  |
| Срђан Милетић           | намесник Коста Протић        |
| Небојша Дугалић         | митрополит Михаило Јовановић |
| Иван Ђорђевић           | жандарм Јовица               |
| Владимир Ковачевић      | Стојан Протић                |
| Дејан Тончић            | Љуба Живковић                |
| Душан Мамула            | Буника                       |
| Бојан Вељковић          | Андра Николић                |
| Јелена Михајловић       | Ђурђина Пашић                |
| Ивана Вуковић           | Стојан Протић                |
| Романа Царан            |                              |
| Милош Влалукин          | Јованча Спасић               |